# ヱヴァンゲリヲン新劇場版:序
『ヱヴァンゲリヲン新劇場版:序』（エヴァンゲリヲン しんげきじょうばん:じょ / EVANGELION:1.0 YOU ARE (NOT) ALONE.）は、2007年9月1日に公開された日本のアニメーション映画。『ヱヴァンゲリヲン新劇場版』4部作の1作目（作品のイメージカラー:  （赤色））である。カラー制作、庵野秀明脚本・総監督。カラー設立第1回作品でもある。
タイトルの『序』は、雅楽の用語「序破急」に由来する。

## ストーリー
舞台は、総人口の半分が失われたという地球規模の大災害「セカンドインパクト」から15年後の世界。
主人公の碇シンジは、3年間会っていなかった父・碇ゲンドウに呼び出され神奈川県第3新東京市にやって来るが、その途中、巨大な謎の生命体「使徒」（第4の使徒）と国連軍との戦闘に巻き込まれる。
第3新東京市の地下空間「ジオフロント」に存在する国連直属の特務機関「NERV（ネルフ）」の最高司令であるゲンドウは、NERV本部に到着したシンジに、NERVが開発した汎用ヒト型決戦兵器・人造人間「エヴァンゲリオン」の一体、初号機を見せ、そのパイロットとなって使徒と戦うことを強いる。シンジは出来るわけがないと拒むが、もう一人のパイロット・綾波レイの重傷を目にし、エヴァに乗ることを決める。シンジは、エヴァ初号機を歩かせることに成功するが、2歩目で転んだところを第4使徒に捕まえられ、腕と頭部を破壊される。しかし初号機は暴走を起こして使徒を圧倒、最後は使徒が自爆する。
シンジは、上司の葛城ミサトの家に同居することになった。中学校では鈴原トウジから、先の戦闘で妹が怪我をしたという理由で殴られ、乗りたくて乗っているわけではないシンジは、自分がパイロットである理由を自問する。まもなく第5の使徒が現れ、シンジは初号機で迎撃するも、ビルをも容易く切断する使徒の触手に追われ、補給電線のアンビリカルケーブルをも切断される。さらに山の中腹へと投げ飛ばされるが、そこにはシェルターを抜け出し、戦闘を見物に来ていたトウジと相田ケンスケがいた。シンジはエントリープラグへ二人を避難させると、ミサトの退避命令を無視して初号機にナイフを持たせ、使徒へと突撃する。初号機は腹を使徒の触手で貫かれつつも、ナイフを使徒のコアに突き立てその殲滅に成功する。命令無視をミサトに咎められたシンジはミサトの家を出るが、追跡していたNERVの保安部によりNERV本部へと連行される。「誰のためでもなく、自分の意志で乗るのかどうか決めなさい」とミサトに言われたシンジは、改めてその意味を考える。
その後、第3新東京市に第6の使徒が襲来。シンジは初号機で出撃するが、遠距離から使徒が放った加粒子砲の光線により負傷する。破損した初号機が回収された後、使徒はジオフロントに向け地表装甲盤の掘削を始める。攻防ともに強力で守備範囲の広大な使徒に対し、ミサトは超遠距離からエヴァの陽電子砲による狙撃作戦「ヤシマ作戦」を立案・実行するが、死ぬ思いをしたシンジはエヴァへの搭乗を拒む。ミサトはシンジにジオフロント最深部L-EEE（トリプルイー）層に置かれている第2の使徒「リリス」を見せ、リリスと使徒との接触による「サードインパクト」を防ぐため、職員全員が使徒と刺し違える（最悪の場合は本部ごと自爆する）覚悟でいると言い、シンジは再びエヴァに乗ることを了解する。囮として使徒への集中砲撃が行われる中、日本全土の電力を接収しての陽電子砲の一撃は、使徒に命中するが、致命傷とはならず反撃される。シンジは恐怖に震え、ゲンドウはシンジが役に立たないと判断、砲手をレイに変えようとするが、ミサトは彼を信じ託すべきと主張しそれが認められる。2射目の準備を始めるシンジを、再度使徒の光線が襲うが、レイの乗る零号機が盾でこれを防ぎ、初号機の撃った陽電子砲の2射目によって第6の使徒は殲滅された。
一方、月面では渚カヲルが棺から目覚めていた。

## 作品設定

### 登場人物
エヴァンゲリオンのパイロット
- 碇シンジ（声：緒方恵美） - 主人公。エヴァンゲリオン初号機のパイロット。第3の少年。
- 綾波レイ（声：林原めぐみ） - エヴァンゲリオン零号機のパイロット。第1の少女。

特務機関NERVのメンバー
- 葛城ミサト（声：三石琴乃） - NERV戦術作戦部作戦局第一課長。シンジらパイロットの直接の上司でもある戦闘指揮官。
- 赤木リツコ（声：山口由里子） - NERV技術開発部所属。E計画担当・エヴァンゲリオン開発責任者。
- 碇ゲンドウ（声：立木文彦） - NERV最高司令官。シンジの父。シンジや冬月、ゼーレのメンバーなど以外は「碇司令」と呼んでいる人が多い。
- 冬月コウゾウ（声：清川元夢） - NERV副司令官。
- 日向マコト（声：優希比呂） - NERV本部のオペレーター。メガネを掛けている。
- 伊吹マヤ（声：長沢美樹） - NERV本部のオペレーター。
- 青葉シゲル（声：子安武人） - NERV本部のオペレーター。ロン毛である。

シンジらのクラスメイト
- 鈴原トウジ（声：関智一）
- 相田ケンスケ（声：岩永哲哉）
- 洞木ヒカリ（声：岩男潤子）

その他
- 渚カヲル（声：石田彰） - 本編中では詳細が明らかにされていないが、本作品の最後に流れる次作『破』の予告では「エヴァ6号機のパイロット」と解説されている。
- キール・ローレンツ（声：麦人） - ゼーレの中心的人物、人類補完委員会の議長（DVD/BDの「SCRIPT」において「キール」と名前が確認できる）。

その他声の出演
西村知道、宇垣秀成、中博史、丸山詠二、大原さやか、永野広一、夏樹リオ、野田順子、平松晶子、真殿光昭、村井かずさ、柳沢栄治、柳沢真由美、山岸功、山崎和佳奈、梁田清之、三木俊一郎、轟木一騎、村松京子、佐藤道広、柳沢剛

### エヴァンゲリオン
「使徒」に対抗すべく建造された人型兵器。特務機関NERVが保有・運用する。パイロットは円筒形のコックピット「エントリープラグ」に乗り、主に神経接続によって機体を操縦する。背中のアンビリカルケーブルからの電力供給により活動し、内蔵電源では最大5分間のみ活動が可能。使徒と同じくA.T.フィールドを持ち、使徒のそれを中和・侵食・破壊することができる。
本作品に登場する機体は以下の2機。両機ともテレビシリーズから塗装が若干変更されているが、これは山下いくとの初期設定に回帰し、それを発展させたものである。スタッフロール後の『破』の予告編では2号機（新劇場版より表記変更）・3号機・4号機のほか、旧劇場版の量産型とは異なる仮設5号機・6号機が登場する。
汎用ヒト型決戦兵器 人造人間エヴァンゲリオン試験初号機
肩部武器コンテナの形状が変更され、プログレッシブナイフが中折れ式になった。対第5使徒戦ではパレットライフルに代わり、新デザインのガトリング砲を使った（従来のパレットライフルも登場している）。ヤシマ作戦時には右肩にG型装備（自動照準装置）が追加され、陽電子砲のデザインも変更されている。3DCGモデルも製作され、発進場面などに使われている。
テレビシリーズではサキエルの攻撃でNERV本部が損傷を受けた際、無人の初号機が自らシンジを落下物から庇う描写があったが削られた。
第4使徒との戦闘時、初号機の緑・オレンジのストライプ部分が夜光塗料（蓄光塗料）風に発光している。

汎用ヒト型決戦兵器 人造人間エヴァンゲリオン試作零号機
ヤシマ作戦で使った盾はテレビシリーズでのSSTOの底部を流用したものから、新デザインのエヴァ本体に近い意匠のものに変更された。

### 使徒
「第3新東京市」に来襲する謎の敵。形状や能力はそれぞれ異なるが、必ず「コア」と呼ばれる部位があり（通常は赤色の球体）、それを破壊されると活動を停止。新劇場版ではその際に全身が血のような液体に変化（形象崩壊）し、コアを含め使徒の組織は一切消滅するが、第5の使徒のみ触手を残した。A.T.フィールドを持ち、エヴァンゲリオン以外の通常兵器はほとんど意味をなさない。
テレビシリーズでは天使の名前が付されていたが、本作品ではリリスを除き全て「第○使徒」あるいは「第○の使徒」とのみ呼ばれる。また数字も1ずつ繰り下げられている。本作品の第6の使徒出現時にゲンドウが「残り8体の使徒を倒さねばならない」と発言しているが、その場面の時点で未殲滅である第6の使徒、次作『破』で登場する第3の使徒、次々作『Q』で本来なら存在するはずのなかった第13の使徒、そして『Q』終了時点で新劇場版未登場の第11の使徒を数に入れているのか不明である。
第4の使徒
- テレビシリーズの第3使徒サキエルと同じデザイン。能力・形状ともほぼ変わらない。戦闘のあらすじも同様であるが、国連軍部隊との戦いで大型ミサイルを手で受け止める場面や、学習してビーム兵器を身に付ける描写が削られた。
- 冒頭の国連軍による爆撃の場面で、ミサイルをA.T.フィールドで防御する描写が加えられた。
- この使徒のみ3DCGで描かれていない。ただしシンジがインダクションモードの訓練を受けた際のシミュレーション画面ではCGで描かれている。

第5の使徒
- テレビシリーズの第4使徒シャムシエルと同じデザインであるが、腹部が半透明になっており、うっすらと奥にある背景が見える。また腹部に脚が追加され、盛んに動かす。背面には第4の使徒と同じ顔が付き、顔面に相当する部位にも短い触角のような足が2脚存在。主に3DCGのトゥーンレンダリングで描写されている。
- 戦闘時のストーリーはテレビシリーズとほぼ同様であるが、プログレッシブナイフでコアを破壊された後、2本の触手を残して消失した。このため、戦闘後にリツコが遺骸を分析して使徒と人間、エヴァとの遺伝子的類似性を指摘する場面、および後にS2機関の研究に用いられたコアの回収場面は登場しない。ただし、パターン分析は行われている。

第6の使徒
- テレビシリーズの第5使徒ラミエルと同じデザイン。全身が水晶のようになっており、うっすらと奥にある背景が見える。テレビシリーズから描写が大きく変更されており、3DCGで描かれた正八面体の基本形態から、攻撃や防御時に様々な幾何的形態（4次元立体を3次元に投影した立体図形を基にしている）に目まぐるしく変化する（この際は中央にコアが見える）。ジオフロントへの掘削攻撃に用いるドリルも、正八面体の下部がねじれるように伸びて形成するものになった。攻撃のバリエーションも増えており、加粒子ビームの連射や掃射、初号機との初接触においては防壁（防護アーマー）で加粒子ビーム攻撃を防がれた後、より大出力のビームを射ち込んで防壁を吹き飛ばした。
- ヤシマ作戦では、序盤に囮として発射されたミサイル群を円周状に照射したビームで撃破するも、陽電子砲による1回目の狙撃で負傷。全身を棘皮状に変化させ、血を噴き出して叫び声を上げるが、致命傷とはならず反撃する。しかし、零号機の盾に阻まれ、陽電子砲の2射目で殲滅される。なお、その際にはジオフロントまで到達したドリル部も破裂し、ネルフ本部に血の雨を降らせた。

第2の使徒・リリス
- NERV本部の地下、L-EEE（レベルトリプルE：扉にセントラルドグマとの表記）に安置されている白い巨人。最後まで使徒とは断言されなかったテレビシリーズと異なり、当初より第2使徒、または「リリス」として紹介されており、また「地球の生命の始まりであり、終息の要である」という旧劇場版で初めて明かされた真実もこの段階でミサトからシンジに告げられている。デザインはテレビシリーズとほぼ同様であるが、仮面は第4の使徒の顔と似たもの。胸には人類が調査をした跡である傷があり、ロンギヌスの槍の他にも複数の十字架が刺さっている。

### 旧世紀版からの変化など
- テレビシリーズ冒頭の「時に、2015年」のテロップが消え、年代が明示されていない。宣伝協力の氷川竜介は、パンフレットに「時に、2015年」の一節を引用しようとしたところ削除されたと証言している[4]。
- 旧世紀版第1話冒頭と同様、沿岸沿いの国連軍戦車部隊のシーンはそのままであるが、本作品冒頭のシーン（神奈川県太平洋側の街の様子）は旧世紀版第1話冒頭の街中のシーンと比べると街がより甚大な被害を受けている[注 2]。
- NERVとSEELEのシンボルマークが変更になったほか（NERVマークは4種類を併用）、各種画面やSEELEのモノリスのデザインも変更になった。
- キールらが人類補完委員会としてでなく、当初からゼーレとしてモノリスの姿で登場。また、ゼーレの人数が7名に減っている。
- 前作の「○th Children」という表現が消え、「第○の少女（少年）」「○番目の子供」などと表現されている。
- ミサトとシンジが立ち寄ったコンビニがローソンに変更されている。
- 「プラグ深度」（正確にはエントリープラグ内におけるコクピット・インテリアの深度位置）がエヴァ本体の状態に関係していることが示されている（零号機の暴走時にはエヴァ側に引き込まれようとしていた）。
- ミサトたちはNERV本部地下の使徒がリリスであることを最初から知っており（テレビシリーズでは、NERV本部地下の使徒をアダムとしていたが、登場人物たちがそれを見破る。そもそも「アダム」とされたリリスの存在そのものが秘匿されていた）、ヤシマ作戦前にミサトがシンジにリリスを見せて、使徒のセントラルドグマへの到達の際は、NERV職員全員がリリスもろとも自爆する覚悟を決めていることを伝える場面が加えられている。
- 本作品の世界では、旧世紀版においてセカントインパクトの発生した南極、およびサードインパクト発生後の世界にのみ見られた血のような赤色の海が全地球に広がっている[注 3]。また、月面には血痕のような赤い染みが存在する。
- 本作品時点でゲンドウがダミープラグに言及したり、ゼーレや渚カヲルが登場するなど、テレビシリーズでは後半まで登場しなかったものが登場する。
- スタッフロール後の『破』の予告編では、新キャラクター[注 4]と新たなエヴァ5号機・6号機の登場が示唆されている。

## 製作
『ヱヴァンゲリヲン新劇場版』シリーズ第1作目として制作された本作品は、基本的にテレビシリーズの第壱話から第六話までのストーリーを踏襲しているが、製作サイドは新劇場版に関して「リメイク」という言葉は用いず、ガイドブックなどで「リビルド（再構築）」であると解説している。また、テレビシリーズの制作母体であったGAINAXは原作協力としてクレジットされるのみにとどまり、同作の監督である庵野秀明によって新たに興されたスタジオカラーによって制作された。ただしGAINAXのスタッフをはじめとするテレビシリーズの主要スタッフは、今作でも引き続き制作に関わっている。
テレビシリーズの原画、動画やタイムシートを素材として再利用しているものの、絵は全て新たに描き直され、そのままの絵は1枚たりとも使っていない。また全編にわたってデジタル撮影や3DCGが使われて、映像の再構築が行われている。エヴァや使徒の形態、渚カヲルの早い段階での登場や、登場人物の立場や性格の描写など、設定や演出の変更もみられる。エンドクレジットの後には、テレビシリーズ予告パートを模した次作『ヱヴァンゲリヲン新劇場版:破』の予告編が上映されている。
庵野らスタッフは作品の舞台となる箱根で空撮ロケハンを行っている。また、ダムや変電所でもロケを行った。パンフレットにはその時撮影された写真が使われている。

### スタッフ
- 総監督・原作・脚本・音響監督：庵野秀明
- 監督：摩砂雪（Aパート）、鶴巻和哉（Bパート）
- 主・キャラクターデザイン：貞本義行
- 主・メカニックデザイン：山下いくと
- 新作画コンテ：樋口真嗣（ヤシマ作戦の兵器・使徒部分）、京田知己（ヤシマ作戦の人間描写部分等）
- 画コンテ：鶴巻和哉、庵野秀明
- 総作画監督：鈴木俊二
- 作画監督：松原秀典、黄瀬和哉（プロダクションI.G）、奥田淳、もりやまゆうじ、貞本義行
- 作画監督補佐：大塚八愛、田代雅子、高山朋浩
- メカニック作画監督：本田雄
- 特技監督：増尾昭一
- 演出：原口浩（動画工房）
- デザインワークス：高倉武史（機器類全般）、okama（レベルEEE・リリス）、渡部隆（第6の使徒）、海老川兼武、佐藤道明、鷲尾直広、石垣純哉、柳瀬敬之、黄瀬和哉、小松田大全、小林浩康、松原秀典、本田雄、庵野秀明、あさりよしとお、きお誠児、出渕裕（新SEELEマーク）
- 原画：橋本敬史、合田浩章、高山朋造、田中達也、高倉武史、朝来昭子、佐々木敦子、杉浦幸次、池島麻智、内田シンヤ、大塚健、狩野正志、菅沼栄治、高橋英樹、竹内志保、田代雅子、寺岡巌、村木靖、阿部邦宏、阿部美佐緒、猪狩崇、大梶博之、熊善貴志、小森秀人、佐々かなこ、田中誠輝、津熊建徳、仲盛文、中西麻実子、野崎温子、松田宗一郎、もりやまゆうじ、吉成鋼、板垣敦、猪俣雅美、上村雅晴、奥村幸子、小磯沙矢香、小松田大全、コヤマシゲト、澤良輔、すしお、長野伸明、成田耳助、濃尾、服部聰志、向田隆、CHOI BYUNG-HEE、 KIM CHAN-HEE、KIM JUNG-CHUL、LEE BOO-HEE (以上4名 GK Entertainment)、庵野秀明、鶴巻和哉、摩砂雪、増尾昭一、鈴木俊二、松原秀典、黄瀬和哉、奥田淳、本田雄、貞本義行
- 原画・動画協力：プロダクションリード、XEBEC、GoHands、GAINAX、feel.、スタジオたくらんけ、タツノコプロ
- 美術監督：加藤浩（ととにゃん）、串田達也（美峰）
- 色彩設計：菊地和子（Wish）
- 撮影監督：福士享（T2スタジオ）
- CGI監督：鬼塚大輔・小林浩康（スタジオカラーデジタル部）
- 編集：奥田浩史
- 効果：野口透（アニメサウンド）
- 音楽：鷺巣詩郎
- 音響制作：楽音舎
- 総監督助手：轟木一騎
- 原作協力：GAINAX
- 脚本協力：薩川昭夫、榎戸洋司、吉川良太郎、櫻井圭記
- 演出協力：静野孔文
- 原画協力：平松禎史
- アニメーション制作：スタジオカラー
- 協力：日本テレビ、ローソン、UCC上島珈琲株式会社、ジャパンフリトレー株式会社、ピザハット 他
- 配給：クロックワークス、株式会社カラー
- 配給協力・宣伝：日活（当初担当したメディア・スーツ社の日活への吸収合併に伴う事業継続）
- 宣伝協力：氷川竜介、神谷誠 他
- 製作：カラー
- エグゼクティブ・プロデューサー：大月俊倫

## 主題歌
- 宇多田ヒカル「Beautiful World」
  - 宇多田が雑誌[9]で『エヴァ』について語ったことに制作側が注目し、オファーを出したところ、宇多田が快諾して主題歌を担当することとなった。
- 宇多田ヒカル「Fly Me To The Moon (In Other Words) -2007 MIX-」
  - 『ヱヴァンゲリヲン新劇場版:序』の第1弾予告編で使用。

## 経緯
2006年
- 9月9日発売の『月刊ニュータイプ』2006年10月号で『エヴァンゲリオン新劇場版 REBUILD OF EVANGELION（仮題）』の制作が発表された。この時点では、前編（本作品）は2007年初夏の公開、上映時間は90分とされた。

2007年
- 2月17日、全国の主要な映画劇場において、庵野による「所信表明」を書き記したポスターの掲示とともに特報映像（文字情報のみ）の上映が開始され、前編は2007年9月1日公開と発表された。
- 4月11日、前編のタイトルが『ヱヴァンゲリヲン新劇場版:序』と発表された。
- 9月1日、『ヱヴァンゲリヲン新劇場版:序』公開。

2008年
- 4月25日、特装版DVD『ヱヴァンゲリヲン新劇場版:序 EVANGELION:1.01 YOU ARE (NOT) ALONE.』発売。
- 4月26日 - 5月16日、特装版DVDの発売を記念して、都内2か所の映画館において特別上映が行われた。
- 5月21日、通常版DVD『ヱヴァンゲリヲン新劇場版:序 EVANGELION:1.01 YOU ARE (NOT) ALONE.』発売。

2009年
- 5月27日、BD版・DVD版『ヱヴァンゲリヲン新劇場版:序 EVANGELION:1.11 YOU ARE (NOT) ALONE.』発売。
- 7月3日、日本テレビ系『金曜ロードショー』にて『序 TV版』（1.01'）放映。

2012年
- 11月9日、日本テレビ系『金曜ロードSHOW!』にて『序 TV版』（1.01''）放映。

2014年
- 8月22日、日本テレビ系『金曜ロードSHOW!』にて『序 TV版』（1.01''）放映。

2020年
- 4月18日、NHK BS4Kにて『序』（1.11）放映。
- 5月9日、NHK BSプレミアムにて『序』（1.11）放映。
- 8月26日、NHK総合にて『序』（1.11）放映。
- 9月12日、NHK BS4Kにて『序』（1.11）放映。
- 12月4日 - 24日、『シン・エヴァンゲリオン劇場版𝄇』の公開に先駆け、初公開となるMX4D/4DX版『ヱヴァンゲリヲン新劇場版:序 4D版』と合わせて全国373館（4D版82館含む）で再上映。

2021年
- 1月15日、日本テレビ系『金曜ロードSHOW!』にて『序 TV版』（1.01''）放映。

## 封切り
本作品は、近年のアニメ製作に多い製作委員会方式ではなく、スタジオカラーが資金を直接調達する自社製作を行っている。また配給はこれまで劇場版を配給していた東映のような大手映画会社ではなく、海外映画を中心に取り扱う独立系のクロックワークスに、宣伝もテレビシリーズに関与していたADKのような大手広告代理店ではなく、インデックス傘下のメディア・スーツ（公開前の2007年2月1日に同じインデックス傘下の日活に吸収合併）と、小規模な会社と組んだ上でこれも自社で行っている。このため、作品の知名度に比べると公開前の宣伝は小規模であり、公開館も封切り段階では85に留まった。しかし、前売り券の売れ行きなどから、公開前に東京・新宿でのメイン上映館が224席のミニシアター「シネマスクウェアとうきゅう」から、日本最大級である1024席のロードショー館「新宿ミラノ1」に変更されている。
公開前日の2007年8月31日にお台場映画王で本映画の先行上映会が行われた。
公開日の2007年9月1日は、新宿ミラノ1をはじめとして最終上映まで満席となる映画館も多く、公開後2日間の週末興行で観客動員数23万6158人、興行収入2億8000万円を記録し、初登場1位となった。この公開規模の映画が週間興行収入成績で1位を獲得するのは本作品が初で、最終的には公開105館で観客動員150万人、興行収入20.0億円をあげ、パンフレットも25万部の売上を記録した。これは2007年に公開された邦画中、15位の興行成績にあたる。

### 前売券
第一弾前売券
「新ネルフマーク」ストラップ付き前売り鑑賞券。2007年4月28日より全国の公開劇場窓口で販売された。
第二弾前売券
「EVA初号機」3Dカードチケット前売り鑑賞券。6月9日より全国の公開劇場窓口で販売された。
第三弾前売券
「綾波レイ」イラストチケット前売り鑑賞券。「綾波レイマウスパッド」付き。7月7日より全国の公開劇場窓口で販売された。
アニメイト限定前売券
クリアファイルセット付き前売り鑑賞券。6月15日より全国アニメイト各店舗で販売された。
トートバッグ付き前売り鑑賞券。7月12日より全国アニメイト各店舗で販売された。
ローソン限定前売券
「ぷちえう゛ぁ 綾波レイ」フィギュア付き前売り鑑賞券。7月1日よりローソンホームページで販売された。
「ぷちえう゛ぁ ペンペン」ストラップ付き前売り鑑賞券。7月1日よりローソンホームページで販売された。
通常前売券
6月9日より全国の公開劇場窓口にて販売された。

## その他
- 映画公開前にはピザハット[39]、UCC上島珈琲[40]、ジャパンフリトレー[41]において公開記念キャンペーンが展開された。また劇中にもプロダクトプレイスメントの一環として同製品が描かれている。この他に、プロダクトプレイスメント契約の有無は不明ながら、ミサトが愛飲するビールとしてヱビスビールとキリン・クラシックラガー、日本酒として「獺祭」が登場している。
- シンジのネルフIDカードの番号には、スタートレックシリーズに登場する航宙艦エンタープライズ号の登録番号「NCC-1701」が使われている。
- ミサトの部屋に安野モヨコの漫画・『働きマン』に登場する雑誌「週刊JIDAI」が置かれている。

## 日本国内でのリリース

### DVD・BD
- 『ヱヴァンゲリヲン新劇場版:序 EVANGELION:1.01 YOU ARE (NOT) ALONE.』特装版DVD - 2008年4月25日
- 『ヱヴァンゲリヲン新劇場版:序 EVANGELION:1.01 YOU ARE (NOT) ALONE.』通常版DVD - 2008年5月21日
- 『ヱヴァンゲリヲン新劇場版:序 EVANGELION:1.11 YOU ARE (NOT) ALONE.』BD - 2009年5月27日
- 『ヱヴァンゲリヲン新劇場版:序 EVANGELION:1.11 YOU ARE (NOT) ALONE.』DVD - 2009年5月27日

DVD化においては、総監督の庵野によってDVDとして鑑賞する上で最適化した映像・音声の微調整が加えられており、『EVANGELION:1.01』とバージョンが変更されているが、ストーリーや設定での追加変更はない。また特装版には解説テロップ付きバージョン『Explanation of EVANGELION:1.01』とヤシマ作戦場面BGM『Angel of Doom』PVを収めた特典ディスク、解説ブックレットと劇場上映生フィルムコマが封入されており、一部の生フィルムがネットオークションで高値で取引されて話題となった。『1.01』の特装版DVDはオリコン調べで発売第1週で21.9万枚を売り上げ、オリコン2008年年間総合DVDランキングでは29.7万枚で3位となった。
『破』の公式サイトによる発表では国内DVDセールスは60万枚以上で、ジーエフケーマーケティングサービスジャパン（GfKジャパン）による調査において、2008年に販売されたDVDソフトの最高販売枚数を記録した。
2009年、続編『ヱヴァンゲリヲン新劇場版:破』の公開日発表と同時に、新作カットを含むデジタルマスター版『EVANGELION:1.11』の発売が発表された。こちらはBDとDVDの両メディアで発売され、BDはソニーが開発した映像用階調補完技術「Super Bit Mapping for Video（SBMV）」の採用事例第一弾ソフトとなる。『1.11』では新作カットが追加されたことで、本編時間も101分（『1.0』『1.01』は98分）に増えており、映像特典として『1.01』の特装版に加え『破』の特報が収められている。
『1.11』のBDはオリコン調べで発売第1週で4.9万枚を売り上げ、それまでBDの国内最多セールスであった『ダークナイト』の初週2.9万枚という記録を塗り替えたほか、3週目には合計6.3万枚を販売しこちらも『ダークナイト』の5.6万枚の記録を塗り替えて国内史上最高を記録した。初週および累計売上枚数は2010年2月に『マイケル・ジャクソン THIS IS IT』が記録更新するまで歴代首位を維持し続けた。
- EVANGELION 30th Anniversary Movie Collection - 2025年12月10日
  - 『ヱヴァンゲリヲン新劇場版』＋『シン・エヴァンゲリオン劇場版』Complete Blu-ray BOX
  - 『新世紀エヴァンゲリオン』＋『ヱヴァンゲリヲン新劇場版』＋『シン・エヴァンゲリオン劇場版』Full Complete Blu-ray BOX
  - 『ヱヴァンゲリヲン新劇場版』＋『シン・エヴァンゲリオン劇場版』Blu-ray BOX

2025年にはこれまでソフト化されていなかった劇場公開版である『1.0』や、DVD版のみリリースされていた『1.01』のBD版などを収録した「EVANGELION 30th Anniversary Movie Collection」が発売予定。『1.0』は当時のフィルムマスターからHDテレシネを行って収録。『1.01』はDVD版では『1.0』のデジタルマスターに対して画・音の再調整を行い35ミリフィルムにプリント、HDテレシネを行って収録していたが、本BDではその元であるデジタルマスターで収録している。収録内容については新世紀エヴァンゲリオンの作品一覧#Blu-rayを参照。

### CD
- 『Shiro SAGISU Music from "EVANGELION: 1.0 YOU ARE (NOT) ALONE"』- 2007年9月26日
- 『ヱヴァンゲリヲン新劇場版:序 オリジナルサウンドトラック』 - 2008年5月21日

### 書籍
- 『公式ガイドブック ヱヴァンゲリヲン新劇場版:序 ENTRY FILE 1』（角川書店）ISBN 978-4-04-854119-0 - 2007年10月31日発売
- 『ヱヴァンゲリヲン新劇場版:序 アニメーション原画集』ISBN 978-4-903713-18-2 - 2008年4月25日発売
- 『ヱヴァンゲリヲン新劇場版:序 全記録全集』ISBN 978-4-903713-17-5 - 2008年5月15日発売
- 『ヱヴァンゲリヲン新劇場版:序 全記録全集 ビジュアルストーリー版・設定 資料版』ISBN 978-4-905033-18-9 - 2019年6月7日発売[57]
- 『ヱヴァンゲリヲン新劇場版:序 画コンテ集』ISBN 978-4-905033-12-7 - 2017年2月24日発売

### ゲーム
- 『ヱヴァンゲリヲン:序』（PS2/PSP、バンダイナムコゲームス） - 2009年6月4日

## 日本国外でのリリース

### 映画祭
海外では第12回釜山国際映画祭に招待され、クロージング作品として上映された。またアメリカ合衆国では、2008シアトル国際映画祭とAnime Expo 2008にて英語字幕にて上映され、フランスではアヌシー国際アニメーション映画祭2008にてフランス語字幕にて、スペインでは2008年10月2日から12日にかけて開催されるシッチェス・カタロニア国際映画祭にて、カナダでは2008年11月13日から16日にかけて開催されたWaterloo Festival for Animated Cinemaにて、インドネシアでは2008年11月下旬に開催されたIndonesia International Fantastic Film Festival 2008にて上映された。

### 劇場公開
- 韓国 - 2008年1月24日公開（一部劇場では1月19日）から3月2日までで517,159ドル[63]。「SS501」が宣伝大使となりプロモーションが行われ、20スクリーン以下ながらも5日で4万人を動員した[64]。
- シンガポール - 2008年3月13日公開。
- 香港 - 2008年4月3日公開[65]から4月27日までで139,527ドル[66]
- 台湾 - 2008年4月18日公開から5月11日までで50,720ドル[67]。
- マレーシア - 2008年7月1日公開から7月20日までで5,976ドル[68]。
- スペイン - 2009年1月30日公開[69]から2月8日までで8,834ドル[70]。
- フランス - 2009年3月4日公開[71]（一部劇場では2月25日）から3月15日までで11,592ドル[72]。
- アメリカ合衆国・カナダ - 2009年7月3日公開。

### DVD
- オーストラリア - Red Ant Enterprisesによる配給で、2008年11月12日発売[73]
- フランス - Dybexによる配給[74]
- イタリア - Dynitによる配給で、2008年10月30日発売[75]
- ドイツ - Ufa Animeによる配給で2008年10月20日発売
- スペイン - 2009年2月25日からDVDのレンタル開始。同年5月20日にDVD発売。
- アメリカ合衆国 - ファニメーション[76]より、『1.01』版が2009年11月17日に、『1.11』版が2010年3月9日に、それぞれ発売。
- カナダ - 2009年11月17日発売。
- ブラジル - 2009年12月1日発売。

## テレビ放送
| 回数 | テレビ局         | 番組名（放送枠名） | 放送日              | 放送時間       | 放送分数 | 視聴率 | 備考                   |
| ---- | ---------------- | ------------------ | ------------------- | -------------- | -------- | ------ | ---------------------- |
| 1    | 日本テレビ       | 金曜ロードショー   | 2009年7月3日（金）  | 21:00 - 22:54  | 114分    | 12.7%  | テレビ初放送 ver.1.01' |
| 2    | 日本テレビ       | 金曜ロードSHOW!    | 2012年11月9日（金） | 21:00 - 22:54  | 114分    | 12.8%  | ver.1.01'              |
| 3    | 日本テレビ       | 金曜ロードSHOW!    | 2014年8月22日（金） | 21:00 - 22:54  | 114分    | 9.5%   | ver.1.01'              |
| 4    | NHK BS4K         |                    | 2020年4月18日（土） | 23:00 - 翌0:40 | 100分    |        | ver.1.11               |
| 5    | NHK BSプレミアム |                    | 2020年5月9日（土）  | 23:30 - 翌1:10 | 100分    |        | ver.1.11               |
| 6    | NHK総合          |                    | 2020年8月26日（水） | 23:45 - 翌1:25 | 100分    | 2.0%   | ver.1.11               |
| 7    | NHK BS4K         |                    | 2020年9月12日（土） | 21:00 - 22:40  | 100分    |        | ver.1.11               |
| 8    | 日本テレビ       | 金曜ロードSHOW!    | 2021年1月15日（金） | 21:00 - 22:54  | 114分    | 7.4%   | ver.1.01''             |

- 視聴率はビデオリサーチ調べ、関東地区・世帯・リアルタイム。

## 受賞歴
- 第22回デジタルコンテンツグランプリ DCAj会長賞[85]
- 第25回ゴールデングロス賞・ゴールデングロス特別賞「ゴールデングロス話題賞」[86]
- 第31回日本アカデミー賞 優秀アニメーション作品賞[87][88][89]
- 2008年 東京アニメアワード
  - アニメーション オブ ザ イヤー：『ヱヴァンゲリヲン新劇場版:序』[90][91]
  - 個人部門・監督賞：庵野秀明『ヱヴァンゲリヲン新劇場版:序』[92][93]
- 第13回アニメーション神戸賞 作品賞・劇場部門[94]